# Batalla de Hancock
La Batalla de Hancock, también llamada Campaña de Romney, fue una batalla durante la Expedición Romney, ocurrida el 5 y 6 de enero de 1862, en el condado de Washington, Maryland, y el condado de Morgan, Virginia Occidental, como parte de las operaciones del General de División Thomas J. "Stonewall" Jackson contra la Baltimore and Ohio (B&O) Railroad durante la guerra civil estadounidense.
El 1 de enero de 1862, el General confederado Stonewall Jackson condujo a sus hombres desde Winchester a Bath en un intento de interrumpir el tráfico del Baltimore and Ohio Railroad y el Chesapeake and Ohio Canal. Los hombres de Jackson llegaron al río Potomac, frente a la ciudad de guarnición de Hancock, Maryland el 5 de enero, después de una escaramuza con los soldados de la Unión. La artillería de Jackson abrió fuego contra la ciudad desde la Colina Orrick, pero solo sufrió daños de menor importancia. El comandante unionista de la guarnición, brigadier general Frederick W. Lander, se negó a aceptarle la rendición a Jackson. Quien continuó los bombardeos por dos días, mientras buscaba sin éxito una forma segura de cruzar el río. El 7 de enero, los soldados confederados se retiraron y partieron  a Romney, Virginia Occidental.